# Mortes em novembro de 2019
Mortes em 2019: ← Janeiro – Fevereiro – Março – Abril – Maio – Junho – Julho – Agosto – Setembro – Outubro – Novembro – Dezembro →
Esta é uma relação de pessoas notáveis que morreram durante o mês de novembro de 2019, listando nome, nacionalidade, ocupação e ano de nascimento.

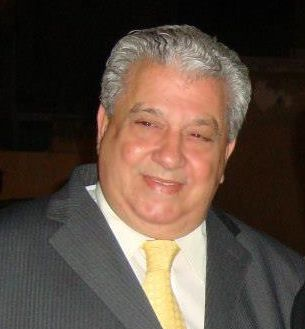
Ary Kara, político brasileiro.

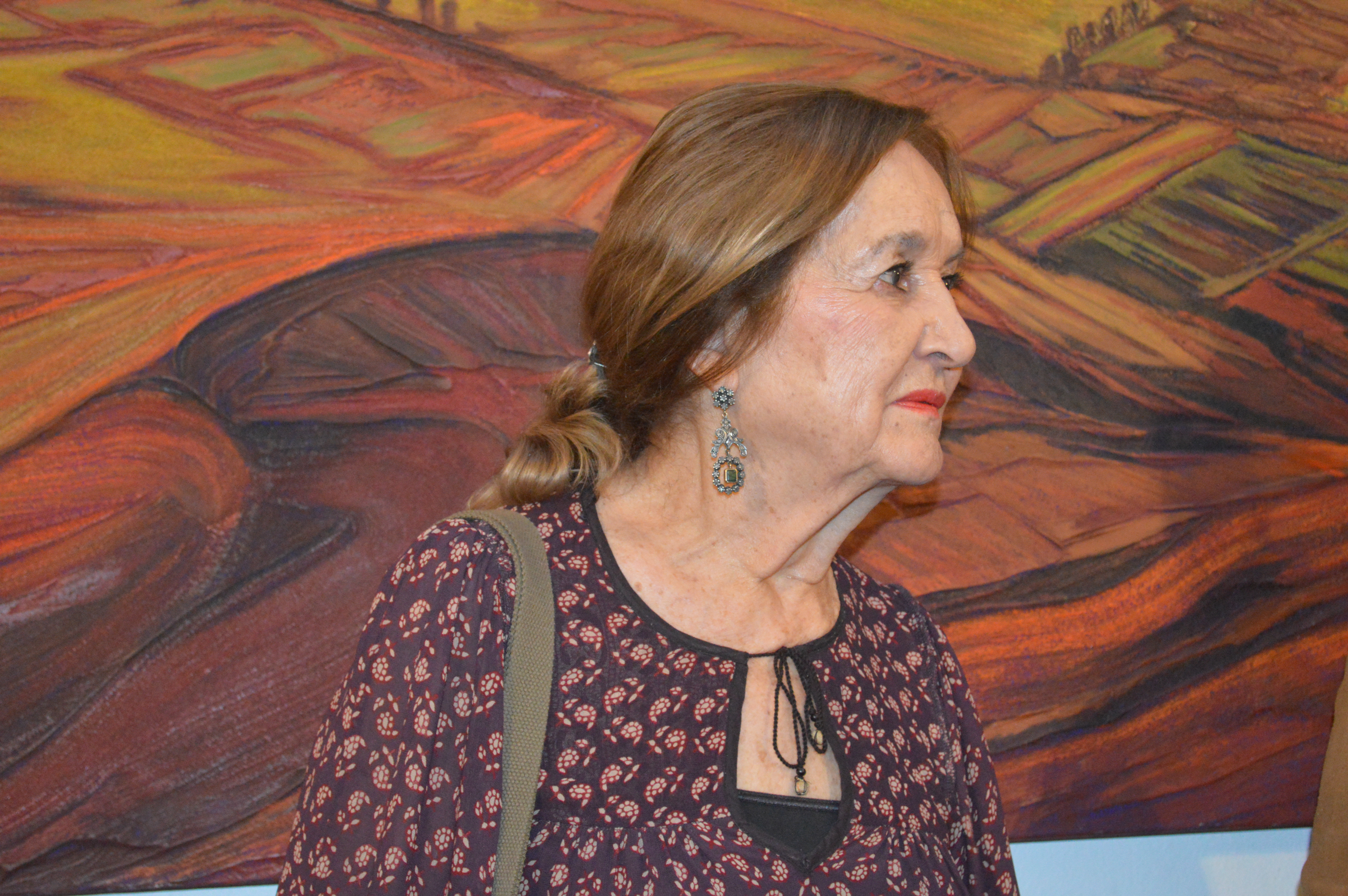
Rina Lazo, pintora guatemalteca.

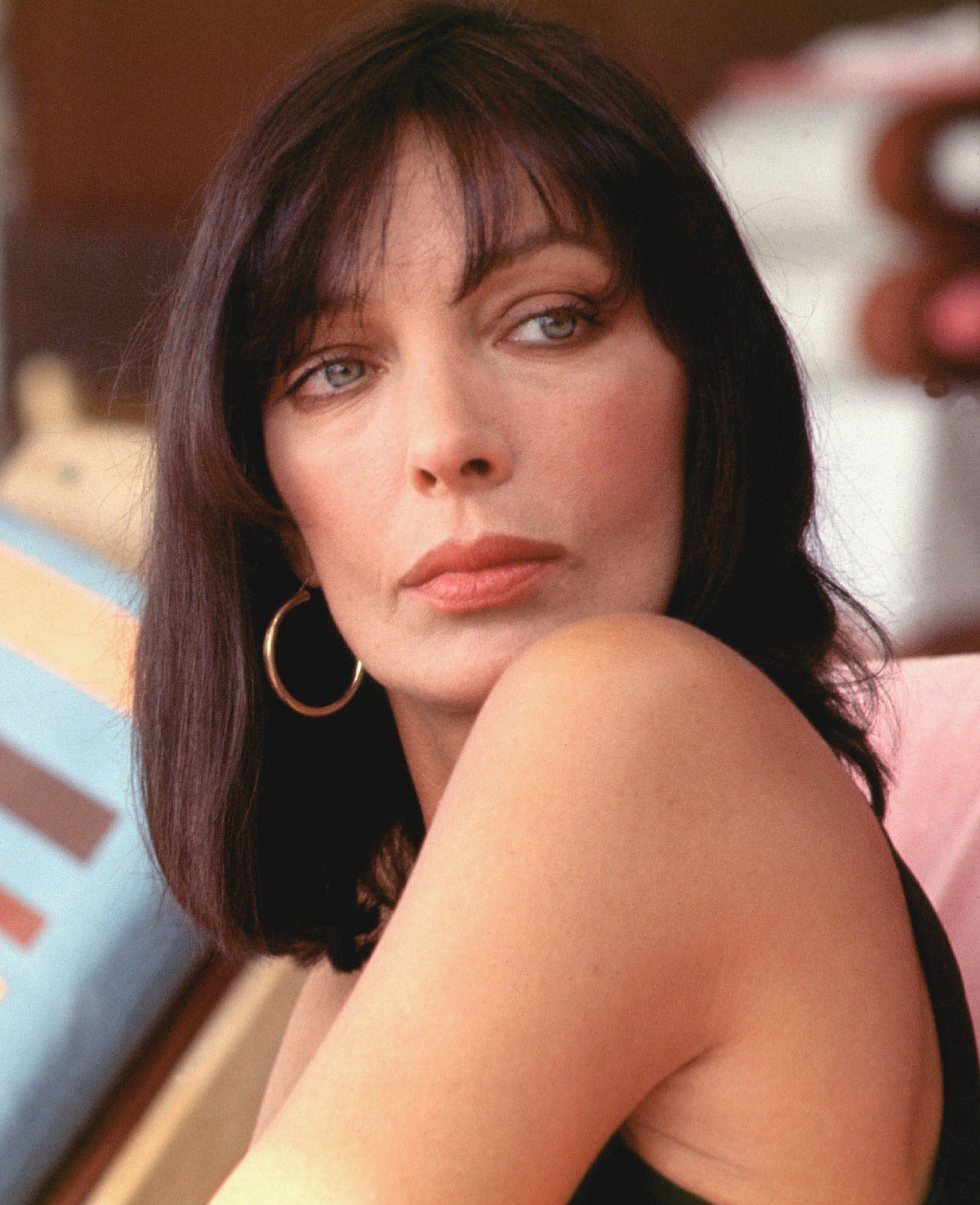
Marie Laforêt, cantora e atriz francesa.

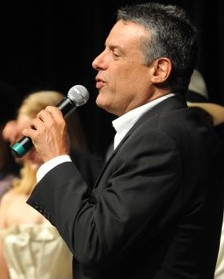
Fábio Barreto, cineasta, ator, produtor e roteirista brasileiro.

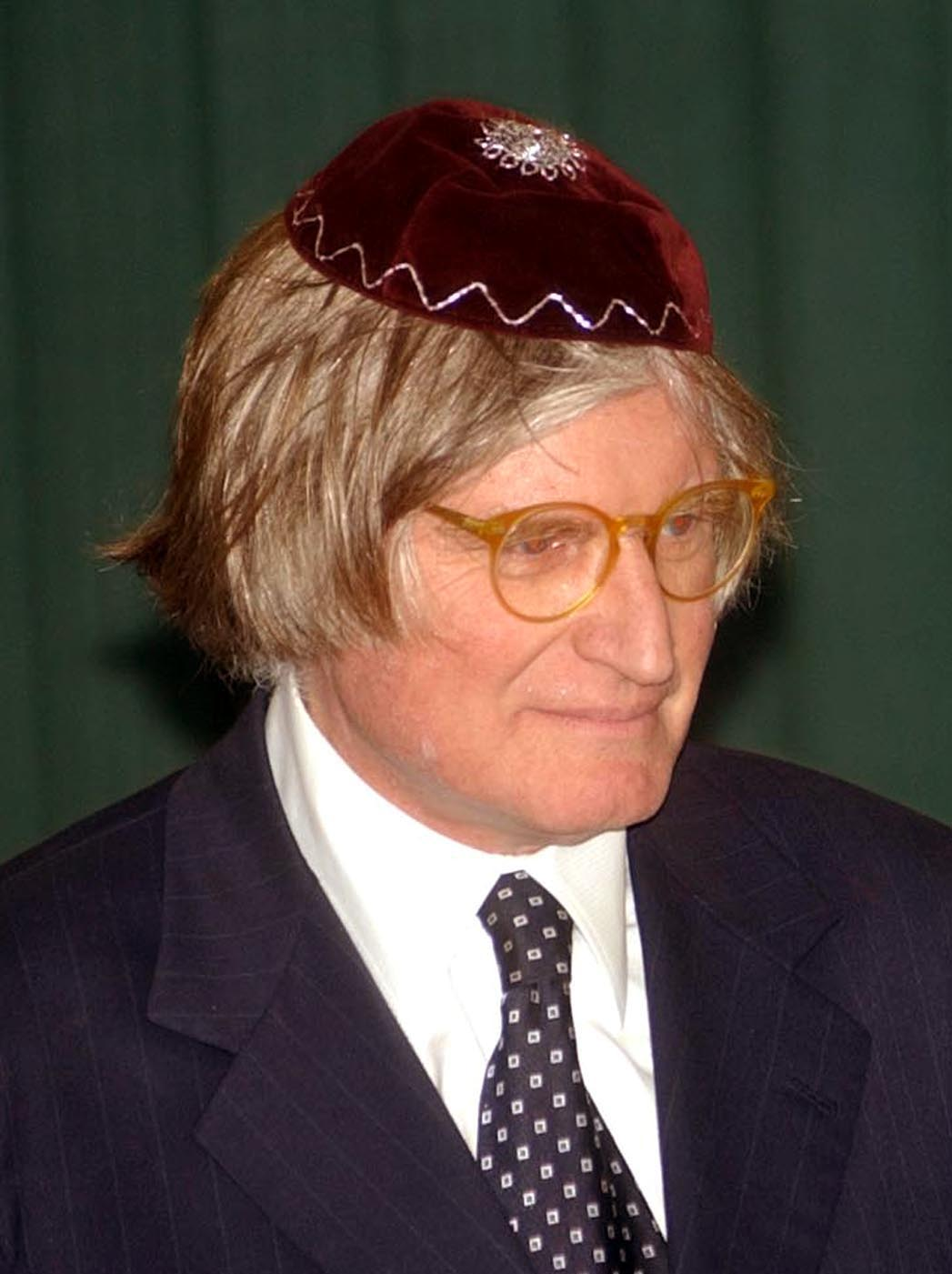
Henry Sobel, rabino luso-brasileiro.

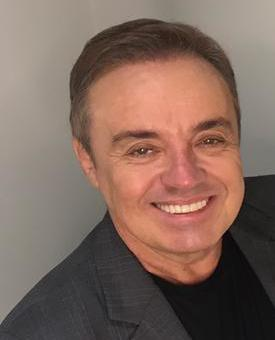
Gugu Liberato, apresentador brasileiro.

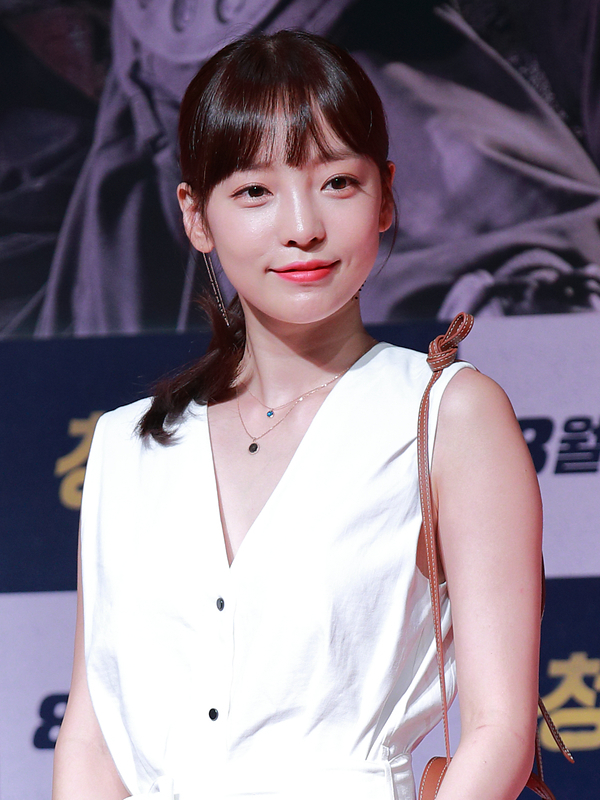
Goo Ha-ra, cantora e atriz sul-coreana.

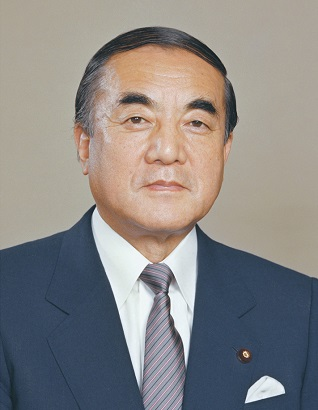
Yasuhiro Nakasone, ex-primeiro-ministro do Japão.

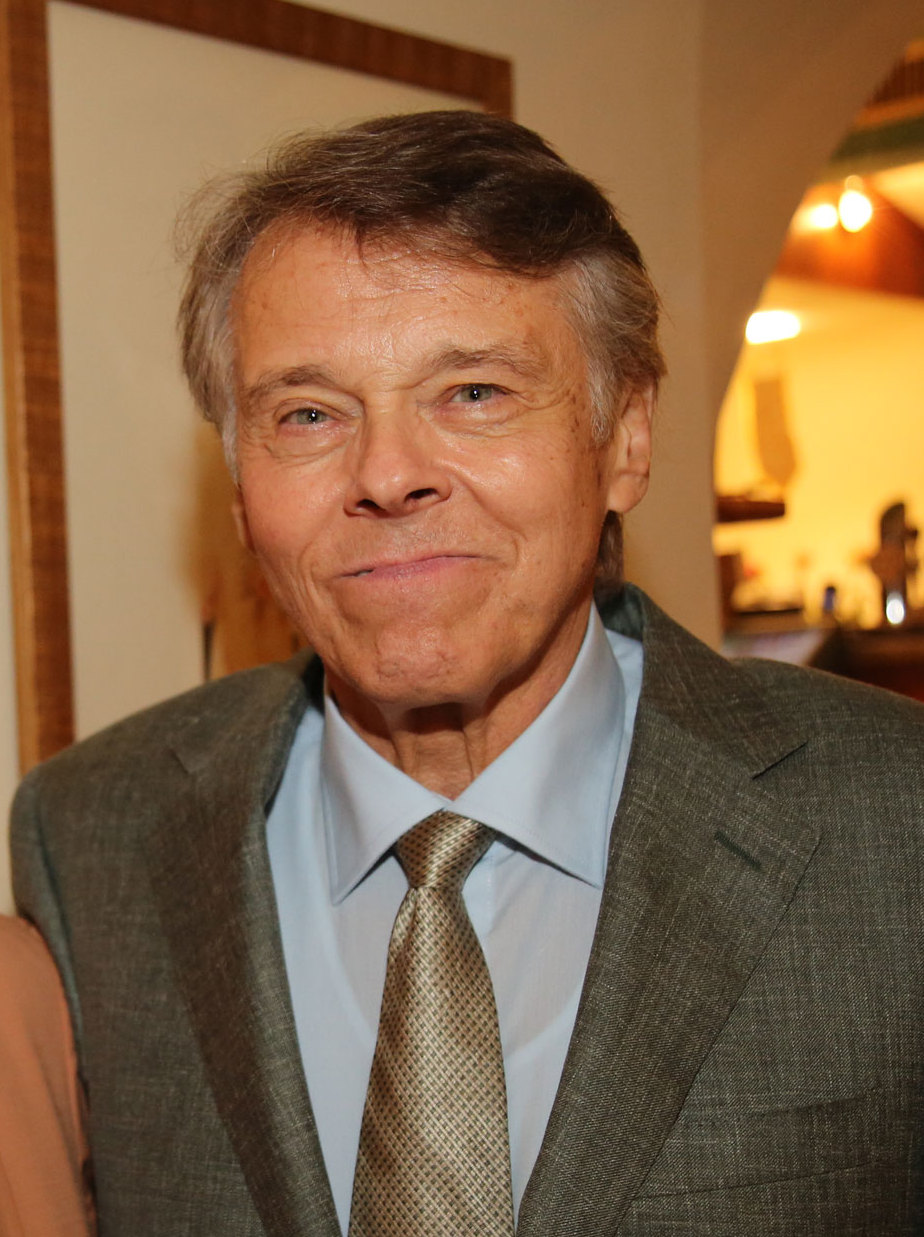
Mariss Jansons, maestro letão.

| Dia | Nome                               | Profissão ou motivo de reconhecimento  | Nacionalidade         | Ano  | Ref    |
| --- | ---------------------------------- | -------------------------------------- | --------------------- | ---- | ------ |
| 1   | Ary Kara                           | Político                               | Brasil                | 1942 | [ 1 ]  |
| 1   | Rina Lazo                          | Pintora                                | Guatemala             | 1923 | [ 2 ]  |
| 2   | Walter Mercado                     | Astrólogo e vidente                    | Porto Rico            | 1932 | [ 3 ]  |
| 2   | Silvinho                           | Cantor                                 | Brasil                | 1931 | [ 4 ]  |
| 2   | Marie Laforêt                      | Cantora e atriz                        | França                | 1939 | [ 5 ]  |
| 2   | Milton de Lima Filho               | Político                               | Brasil                | 1934 | [ 6 ]  |
| 4   | Jacques Dupont                     | Ciclista                               | França                | 1928 | [ 7 ]  |
| 4   | Dmitri Vasilenko                   | Ginasta                                | Rússia                | 1975 | [ 8 ]  |
| 4   | Girônimo Zanandréa                 | Bispo                                  | Brasil                | 1936 | [ 9 ]  |
| 5   | Ernest J. Gaines                   | Escritor                               | Estados Unidos        | 1933 | [ 10 ] |
| 6   | Jan Stráský                        | Político                               | Tchecoslováquia       | 1940 | [ 11 ] |
| 7   | Robert Freeman                     | Fotógrafo                              | Reino Unido           | 1936 | [ 12 ] |
| 8   | Anatoly Krutikov                   | Futebolista                            | Rússia                | 1933 | [ 13 ] |
| 8   | Fred Bongusto                      | Cantor                                 | Itália                | 1935 | [ 14 ] |
| 11  | Teresa Tarouca                     | Fadista                                | Portugal              | 1942 | [ 15 ] |
| 11  | Zeke Bratkowski                    | Jogador de futebol americano           | Estados Unidos        | 1931 | [ 16 ] |
| 11  | Frank Gordon Dobson                | Político                               | Reino Unido           | 1940 | [ 17 ] |
| 12  | Vicente Ferreira de Arruda Coelho  | Politico                               | Brasil                | 1929 | [ 18 ] |
| 13  | Raymond Poulidor                   | Ciclista                               | França                | 1936 | [ 19 ] |
| 13  | Kieran Modra                       | Ciclista e nadador                     | Austrália             | 1972 | [ 20 ] |
| 13  | Manuel Jorge Veloso                | Músico e crítico musical               | Portugal              | 1937 | [ 21 ] |
| 13  | David do Pandeiro                  | Compositor                             | Brasil                | 1959 | [ 22 ] |
| 15  | Harrison Dillard                   | Velocista                              | Estados Unidos        | 1923 | [ 23 ] |
| 17  | Tuka Rocha                         | Automobilista                          | Brasil                | 1982 | [ 24 ] |
| 18  | Reinaldo, O Príncipe do Pagode     | Cantor                                 | Brasil                | 1954 | [ 25 ] |
| 18  | José Mário Branco                  | Compositor                             | Portugal              | 1942 | [ 26 ] |
| 18  | Argentina Santos                   | Fadista                                | Portugal              | 1926 | [ 27 ] |
| 19  | Disanayaka Mudiyanselage Jayaratne | Político                               | Sri Lanka             | 1931 | [ 28 ] |
| 20  | Fábio Barreto                      | Cineasta, ator, produtor e roteirista  | Brasil                | 1957 | [ 29 ] |
| 20  | Mary Lowe Good                     | Química                                | Estados Unidos        | 1931 | [ 30 ] |
| 21  | Gugu Liberato                      | Apresentador de televisão              | Brasil                | 1959 | [ 31 ] |
| 21  | Michael J. Pollard                 | Ator                                   | Estados Unidos        | 1939 | [ 32 ] |
| 22  | Henry Sobel                        | Rabino e ativista dos direitos humanos | Portugal/ EUA/ Brasil | 1944 | [ 33 ] |
| 22  | Joaquim Moutinho                   | Piloto de ralis                        | Portugal              | 1951 | [ 34 ] |
| 22  | Eduardo Nascimento                 | Cantor                                 | Portugal              | 1943 | [ 35 ] |
| 23  | Asunción Balaguer                  | Atriz                                  | Espanha               | 1925 | [ 36 ] |
| 24  | Goo Ha-ra                          | Cantora e atriz                        | Coreia do Sul         | 1991 | [ 37 ] |
| 24  | Leonardo Neves                     | Surfista                               | Brasil                | 1979 | [ 38 ] |
| 24  | Clóvis Ilgenfritz                  | Politico                               | Brasil                | 1939 | [ 39 ] |
| 25  | Alexandre Vieira                   | Músico                                 | Brasil                | 1965 | [ 40 ] |
| 26  | Köbi Kuhn                          | Futebolista e treinador                | Suíça                 | 1943 | [ 41 ] |
| 26  | Helmi Nasr                         | Professor e tradutor                   | Egito                 | 1922 | [ 42 ] |
| 27  | Godfrey Gao                        | Ator e modelo                          | Taiwan                | 1984 | [ 43 ] |
| 27  | Airton Cordeiro                    | Jornalista, radialista e político      | Brasil                | 1942 | [ 44 ] |
| 28  | Pim Verbeek                        | Futebolista e treinador                | Países Baixos         | 1956 | [ 45 ] |
| 28  | Cilinho                            | Treinador de futebol                   | Brasil                | 1939 | [ 46 ] |
| 28  | Juninho Berin                      | Sambista                               | Brasil                | 1981 | [ 47 ] |
| 29  | Yasuhiro Nakasone                  | Político                               | Japão                 | 1918 | [ 48 ] |
| 30  | Haroldo Rahm                       | Padre jesuíta                          | Brasil                | 1919 | [ 49 ] |
| 30  | Mariss Jansons                     | Maestro                                | Letônia               | 1943 | [ 50 ] |